# Daniel Haderschleeff
Daniel Haderschleeff, auch Haderschlieff, Haderslieff, Hadersleff (* ca. 1623 in Danzig; † 24. November 1675 in Graudenz), war ein deutscher Mediziner.

## Leben
Daniel Haderschleeff entstammte einer Danziger Patrizierfamilie; er war ein Sohn von Lorenz Haderschlieff und dessen Frau Catharina, geb. Schultz. Die Familie stammte von einem dänischen Freibeuter aus Haderslev ab. Nach dem Besuch des Akademischen Gymnasiums in Danzig, zeitgleich mit Andreas Gryphius, studierte er Humanmedizin, zunächst an der Albertus-Universität Königsberg. 1641 und 1642 ist er hier Respondent zweier Disputationen unter dem Vorsitz von Daniel Beckher dem Älteren. 1643 reiste er zu weiteren Studien an die Universität Leiden, wo er sich am 16. Juli immatrikulierte. Am 9. Mai 1644 immatrikulierte er sich für ein Semester an der Universität Straßburg, ebenso am 24. August 1647. Schon kurz darauf, am 9. und 10. September 1647 hielt er anstelle einer Dissertation zwei Vorlesungen über Hippokrates zugeschriebene Sprüche, und am 16. September erfolgte seine Promotion zum M.D. (= Dr. med.) unter dem Rektor Jacob Valentin Espich.
Nach seiner Rückkehr in seine Heimatstadt Danzig 1649 praktizierte Hadersleeff hier als Arzt. Später war er Stadtphysikus in Graudenz, wo er 1675 verstarb.
Er blieb zeitlebens mit Gryphius freundschaftlich verbunden. Ende 1646 widmete ihm Gryphius, der ihn auf seiner Reise von Leiden nach Straßburg wiedergetroffen hatte, ein Sonett. 1663 gehörte er zu den Widmungsempfängern von Gryphius’ Freuden und Trauer-Spiele auch Oden und Sonnette. Selbst trat er auch als Verfasser von Gelegenheitsschriften auf.

## Werke
- De Angina exquisita. Königsberg 1641 (Digitalisat, Universitätsbibliothek Erlangen-Nürnberg)
- De tussi. (urn:nbn:de:bvb:29-bv036510293-8 Universitätsbibliothek Erlangen-Nürnberg)
- Discursus duo Medici. Leiden: Elsevir 1648 (Digitalisat, Stadtbibliothek Lübeck)